# Хассан Юнус (стадіон)
Стадіон «Тан Срі Дато Хаджі Хассан Юнус» (малай. Stadium Tan Sri Dato' Haji Hassan Yunos) — багатоцільовий стадіон у місті Джохор Бару, штат Джохор, Малайзія. В даний час використовується в основному для футбольних матчів. Стадіон вміщає 30 000 людей і відкрився в 1964 році. Він був названий в честь колишнього правителя Джохора Хассана Юнуса. Є домашньою ареною футбольного клубу «Джохор Дарул Тазім»

## Історія
Стадіон був побудований у 1964 році, але тоді він був невеликою ареною місткістю 15 000 людей. У 1991 році кількість місць була подвоєна після незначного оновлення, під час якого також з'явились легкоатлетичні об'єкти, щогли з прожекторами та медіа-інфраструктура, яка дозволили проводити на стадіоні великі спортивні події. Одна з найважливіших подій відбулася в 1997 році, коли на арені проводився молодіжний чемпіонат світу з футболу 1997 року. Індивідуальні сидіння були встановлені як частина підготовки до заходу.